# Smokey Hogg
Andrew 'Smokey' Hogg (* 27. Januar 1914 bei Westconnie, Texas; † 1. Mai 1960 in McKinney, Texas) war ein Country-Blues-Sänger und Gitarrist.
Smokey Hogg war einer der populärsten Sänger/Gitarristen des Texas-Country-Blues-Stils der Nachkriegszeit.
Er wuchs auf einer Farm auf und bekam von seinem Vater Frank Hogg Gitarrenunterricht. Als Jugendlicher spielte er mit dem Slidegitarristen und Sänger B.K. Turner alias Black Ace und die beiden tourten und spielten in Dance halls rund um Kilgore, Tyler, Greenville und Palestine im östlichen Teil von Texas.
1937 hatten Smokey und Black Ace die Gelegenheit, in Dallas bei Decca Records Aufnahmen zu machen; so entstand Smokey Hoggs erste Aufnahme ("Family Trouble Blues"/"Kind Hearted Blues"), veröffentlicht unter seinem eigentlichen Namen Andrew Hogg. In den frühen 1940er Jahren heiratete Hogg und lebte in der Nähe von Dallas, wo er schon bald bekannt wurde. 1947 erlangte er die Aufmerksamkeit von Herb Ritter, dem Chef des Plattenlabels Bluebonnet Records in Dallas, der verschiedene Titel mit ihm aufnahm und die Masterbänder an das Label Modern Records schickte. Dieses kalifornische Blueslabel war mit der Aufnahme von Big Bill Broonzys Song "Too Many Drivers" bekannt geworden.
In Los Angeles nahm Hogg den Titel "Long Tall Mama" (1948 auf #8 in den R&B-Jukebox-Charts) und ein weiteres Broonzy-Stück namens "Little School Girl" (1950), das Platz 9 der amerikanischen Rhythm-and-Blues-Charts eroberte.
Hogg’s Country Blues-Stil, der stark von Big Bill Broonzy, Peetie Wheatstraw and Black Ace beeinflusst war, war während der 1940er und in den frühen 1950er Jahren bei Plattenkäufern im Süden der USA sehr populär. Hogg nahm bis zum Ende der 1950er Jahre Platten auf und starb 1960 an Krebs.
Mit Titeln wie Country Gal, Shake A Leg und  I Love You Baby machte sich Smokey Hogg auch in Jazzkreisen einen Namen.